# Catharina (cratère)
Catharina est un cratère d'impact lunaire situé sur la face visible de la Lune. Il se trouve à l'est de la longue falaise Rupes Altai et du cratère Fermat, à l'ouest du cratère Beaumont et au nord du cratère Polybius. Le contour du cratère Catharina est grandement érodé et irrégulier. Dans sa partie nord, le cratère satellite « Catharina P » coupe le rebord du cratère. Ce craterlet « Catharina P » forme une crête à l'intérieur du cratère principal. Le plancher intérieur est plat et presque sans relief et sans pic central. 
Avec les deux autres grands cratères voisins Cyrillus et Theophilus au nord, ils forment tous les trois un groupe proéminent ceinturé par la courbe de la falaise Rupes Altai.
En 1935, l'union astronomique internationale a donné le nom de la martyre Catherine d'Alexandrie à ce cratère lunaire.

## Cratères satellites
Les cratères dit satellites sont de petits cratères situés à proximité du cratère principal, ils sont nommés du même nom mais accompagnés d'une lettre majuscule complémentaire (même si la formation de ces cratères est indépendante de la formation du cratère principal). Par convention ces caractéristiques sont indiquées sur les cartes lunaires en plaçant la lettre sur le point le plus proche du cratère principal. Liste des cratères satellites de Catharina : 
| Catharina | Latitude | Longitude | Diamètre |
| --------- | -------- | --------- | -------- |
| A         | 20.2° S  | 22.3° E   | 14 km    |
| B         | 17.0° S  | 24.3° E   | 24 km    |
| C         | 20.3° S  | 24.4° E   | 28 km    |
| D         | 16.8° S  | 21.4° E   | 9 km     |
| E         | 17.1° S  | 21.3° E   | 7 km     |
| F         | 19.5° S  | 23.1° E   | 7 km     |
| G         | 17.4° S  | 24.9° E   | 17 km    |
| H         | 19.2° S  | 25.4° E   | 6 km     |
| J         | 19.4° S  | 22.2° E   | 6 km     |
| K         | 20.0° S  | 23.9° E   | 7 km     |
| L         | 21.0° S  | 24.3° E   | 5 km     |
| M         | 19.2° S  | 20.7° E   | 6 km     |
| P         | 17.2° S  | 23.3° E   | 46 km    |
| S         | 18.8° S  | 23.3° E   | 16 km    |